# Saskatchewan Highway 912
Highway 912 je silnice v kanadské provincii Saskatchewanu. Vede od silnice Highway 106 až k slepému zakončení (tzv. dead end) na hranici provinčního parku Lac La Ronge Provincial Park. Je asi 131 km (81 mil) dlouhá.
Silnice Highway 912 je souběžná se silnicí Highway 913 na pětikilometrovém úseku a souběžná se silnicí Highway 165 na půlkilometrovém úseku.
Na silnici Highway 912 se také napojují silnice Highway 927 a silnice Highway 934.